# 高山倒提壺
高山倒提壺（学名：Cynoglossum alpestre）为紫草科倒提壶屬下的一个种。

## 扩展阅读
- 維基物種上的相關：高山倒提壺